# Szentiványi Jenő
Szentiványi Jenő (Ercsi, 1909. július 18. – Budapest, 1986. szeptember 8.) tudományos-fantasztikus és ifjúsági író.

## Élete
Szentiványi Gyula Antal és Kovács Mária fia. Apja kereskedelmi hajókon szolgált mint kapitány, s útjaira sokszor magával vitte fiát is. 13 éves korától járt Jamaikán, a Fülöp-szigeteken és Borneón is. Első írásai tizenhét éves korában jelentek meg, riportokat írt a Magyar Cserkész című cserkészlapba, illetve rövidebb novellái jelentek meg különböző kalendáriumokban. Középiskolai tanulmányai végeztével az MTI-nél kezdett dolgozni, munkáját egyetemi tanulmányai közben is folytatta. Másodéves korától három éven keresztül a Szeleta-barlang ősemberleleteit tanulmányozta. Legismertebb regénye, A kőbaltás ember először 1937-ben jelent meg (a mű megjelent a Delfin könyvek sorozatban is, Sebők Imre illusztrációival). A munka három, egymástól eltérő ősembertípusról szól. 1938-ban Az Est című lap munkatársa lett, közgazdasági témákkal foglalkozott. 1944 őszén illegalitásba vonult. A második világháború után, 1945-től több intézmény sajtófőnöke, különböző lapok szakmai szerkesztője volt. Az 1950-es évek elejétől mint szabadúszó író tevékenykedett.

## Munkái
Szentiványi Jenő regényei, ifjúsági kötetei sok kiadást értek meg az évtizedek során, a zárójelben az évszám az első kiadás dátumát jelöli.
- A támaszpont (regényrészlet, Galaktika 55., 1984)
- A kőbaltás ember (1937)
- A görög gálya titka (1961)
- A fehér csapat (1981)
- Tizenkét halálos perc (1969)
- Az óceán világa (1967)
- Gépünk motorja lángol! (elbeszélések, 1991)
- A postának mennie kell (1977)
- Fegyverdörgés és tengerár (1970)
- Párbaj a levegőben (elbeszélések, 1955)
- A fekete bocskor (1937)